# عبد الرحمن الوابلي
عبد الرحمن بن محمد يوسف الوابلي (10 أكتوبر 1958 - 25 مارس 2016)، كاتب سعودي، من مواليد مدينة بريدة. حصل على شهادة الدكتوراة في تخصص التاريخ من جامعة شمال تكساس الأمريكية. كان يعمل الوابلي أكاديميًا في كلية الملك خالد العسكرية بالرياض، بالإضافة لعمله كاتبًا في جريدة الوطن. من أبرز أعماله كتابته لبعض حلقات مسلسل طاش ما طاش ومسلسل سيلفي، ومؤلف مسلسل العاصوف كما أنه أسس لنظرية إدارة الفقر وإدارة الوفر.

## وفاته
توفي الوابلي صباح يوم الجمعة 16 جمادى الآخرة 1437 هـ الموافق 25 مارس 2016.

## انظر ايضاً
- كتاب عبد الرحمن الوابلي: بوصلة الوطن